# Kakamigahara
Kakamigahara (Japans: 各務原市, Kakamigahara-shi) is een stad in de prefectuur Gifu op het eiland Honshu in Japan. De stad heeft een oppervlakte van 87,77 km² en eind 2008 bijna 146.000 inwoners. De rivier Kiso loopt van zuidoost naar zuidwest door de stad.

## Geschiedenis
Op 1 april 1963 werd Kakamigahara een stad (shi) na samenvoeging van de gemeentes Naka (那加町, Naka-chō), Inaha (稲羽町, Inaha-chō), Unuma (鵜沼町, Unuma-chō) en Sohara (蘇原町, Sohara-chō).
Op 1 november 2004 werd de gemeente Kawashima (川島町, Kawashima-chō) bij Kakamigahara gevoegd.

## Economie
In Kakamigahara is de industrie gericht op (toelevering aan) de auto- en luchtvaartindustrie.

## Bezienswaardigheden
- Kakamigahara is een stad met vele parken. In een van deze parken, het Robatapark, zijn opgravingen gedaan die 5000 jaar teruggaan.
- Het Ogase-meer, met een omtrek van ca. 2 km, wordt in de lente bezocht voor de bloesems, in de zomer voor de waterlelies, in de herfst voor de herfstkleuren en in alle jaargetijden voor het heiligdom van Hachidai Ryuo, de beschermer van het meer, dat midden in het Ogase-meer staat.
- Luchtvaartmuseum

## Verkeer
Kakamigahara ligt aan de Takayama-hoofdlijn van de Central Japan Railway Company en aan de Kakamigahara-lijn van de Nagoya Spoorwegmaatschappij.
Kakamigahara ligt aan de Tokai-Hokuriku-autosnelweg en aan autoweg 21.

## Geboren in Kakamigahara
- Nobuo Kojima (小島 信夫, Kojima Nobuo), schrijver
- Kabun Muto (武藤嘉文, Mutō Kabun), politicus/minister van de LDP
- Takashi Umeda (梅田 高志, Umeda Takashi), voetballer
- Tomohiro Tsuda (津田 知宏, Tsuda Tomohiro), voetballer

## Stedenband
Kakamigahara heeft een stedenband met
- Chuncheon, Zuid-Korea, sinds 31 oktober 2003

## Aangrenzende steden
- Gifu
- Ichinomiya
- Inuyama
- Konan
- Seki